# Lista över fornlämningar i Kungsbacka kommun (Vallda)
Lista över fornlämningar i Kungsbacka kommun (Vallda) är en förteckning av ett urval av de fornlämningar som finns i Vallda i Kungsbacka kommun.
| Namn                          | Lämningstyp                 | Tillkomsttid | Historisk indelning | Plats | Läge                 | ID-nr          | Bild                                      |
| ----------------------------- | --------------------------- | ------------ | ------------------- | ----- | -------------------- | -------------- | ----------------------------------------- |
| Vallda 8:1                    | Röse                        |              | Vallda, Halland     |       | 57.487393, 11.929814 | 10151400080001 | Ladda upp en bild av detta fornminne      |
| Vallda 9:1                    | Röse                        |              | Vallda, Halland     |       | 57.487251, 11.918627 | 10151400090001 | Ladda upp en bild av detta fornminne      |
| Vallda 11:1                   | Stensättning                |              | Vallda, Halland     |       | 57.473266, 12.028387 | 10151400110001 | Ladda upp en bild av detta fornminne      |
| Vallda 12:1                   | Stensättning                |              | Vallda, Halland     |       | 57.472385, 12.029063 | 10151400120001 | Ladda upp en bild av detta fornminne      |
| Lunna rös (Vallda 13:1)       | Röse                        |              | Vallda, Halland     |       | 57.471519, 12.030337 | 10151400130001 | Ladda upp en bild av detta fornminne      |
| Vallda 14:1                   | Stenkrets                   |              | Vallda, Halland     |       | 57.461299, 12.046583 | 10151400140001 | Ladda upp en bild av detta fornminne      |
| Vallda 15:1                   | Stensättning                |              | Vallda, Halland     |       | 57.467024, 12.033392 | 10151400150001 | Ladda upp en bild av detta fornminne      |
| Hulte hös (Vallda 17:1)       | Röse                        |              | Vallda, Halland     |       | 57.456892, 12.010375 | 10151400170001 | Ladda upp en bild av detta fornminne      |
| Lilla rös (Vallda 18:1)       | Röse                        |              | Vallda, Halland     |       | 57.455065, 12.007687 | 10151400180001 | Ladda upp en bild av detta fornminne      |
| Vallda 20:1                   | Hög                         |              | Vallda, Halland     |       | 57.483102, 11.991269 | 10151400200001 | Ladda upp en bild av detta fornminne      |
| Vallda 20:2                   | Hög                         |              | Vallda, Halland     |       | 57.483017, 11.991433 | 10151400200002 | Ladda upp en bild av detta fornminne      |
| Vallda 22:1                   | Stensättning                |              | Vallda, Halland     |       | 57.475320, 12.005556 | 10151400220001 | Ladda upp en bild av detta fornminne      |
| Alabasterös (Vallda 23:1)     | Hög                         |              | Vallda, Halland     |       | 57.475659, 11.997907 | 10151400230001 | Ladda upp en bild av detta fornminne      |
| Vallda 25:1                   | Stensättning                |              | Vallda, Halland     |       | 57.467934, 11.994219 | 10151400250001 | Ladda upp en bild av detta fornminne      |
| Vallda 26:1                   | Stensättning                |              | Vallda, Halland     |       | 57.468637, 11.993990 | 10151400260001 | Ladda upp en bild av detta fornminne      |
| Vallda 26:2                   | Stensättning                |              | Vallda, Halland     |       | 57.468675, 11.993760 | 10151400260002 | Ladda upp en bild av detta fornminne      |
| Vallda 26:3                   | Stensättning                |              | Vallda, Halland     |       | 57.468761, 11.993920 | 10151400260003 | Ladda upp en bild av detta fornminne      |
| Smedaröset (Vallda 27:1)      | Röse                        |              | Vallda, Halland     |       | 57.463004, 11.978042 | 10151400270001 | Ladda upp en bild av detta fornminne      |
| Vallda 28:1                   | Hög                         |              | Vallda, Halland     |       | 57.460084, 11.996001 | 10151400280001 | Ladda upp en bild av detta fornminne      |
| Vallda 28:2                   | Hög                         |              | Vallda, Halland     |       | 57.459907, 11.996648 | 10151400280002 | Ladda upp en bild av detta fornminne      |
| Vallda 28:3                   | Stensättning                |              | Vallda, Halland     |       | 57.460028, 11.996667 | 10151400280003 | Ladda upp en bild av detta fornminne      |
| Vallda 28:4                   | Stensättning                |              | Vallda, Halland     |       | 57.459963, 11.997073 | 10151400280004 | Ladda upp en bild av detta fornminne      |
| Vallda 29:1                   | Hög                         |              | Vallda, Halland     |       | 57.461148, 11.999412 | 10151400290001 | Ladda upp en bild av detta fornminne      |
| Vallda 29:2                   | Hög                         |              | Vallda, Halland     |       | 57.460688, 11.998935 | 10151400290002 | Ladda upp en bild av detta fornminne      |
| Vallda 30:1                   | Hög                         |              | Vallda, Halland     |       | 57.458586, 11.993526 | 10151400300001 | Ladda upp en bild av detta fornminne      |
| Vallda 30:3                   | Stensättning                |              | Vallda, Halland     |       | 57.458753, 11.993050 | 10151400300003 | Ladda upp en bild av detta fornminne      |
| Vallda 30:4                   | Hög                         |              | Vallda, Halland     |       | 57.458960, 11.993443 | 10151400300004 | Ladda upp en bild av detta fornminne      |
| Vallda 30:5                   | Hög                         |              | Vallda, Halland     |       | 57.459296, 11.993923 | 10151400300005 | Ladda upp en bild av detta fornminne      |
| Vallda 31:1                   | Hög                         |              | Vallda, Halland     |       | 57.458289, 11.994529 | 10151400310001 | Ladda upp en bild av detta fornminne      |
| Vallda 31:2                   | Stensättning                |              | Vallda, Halland     |       | 57.458191, 11.994804 | 10151400310002 | Ladda upp en bild av detta fornminne      |
| Vallda 32:1                   | Hög                         |              | Vallda, Halland     |       | 57.457999, 11.995995 | 10151400320001 | Ladda upp en bild av detta fornminne      |
| Vallda 33:1                   | Stensättning                |              | Vallda, Halland     |       | 57.457652, 11.991727 | 10151400330001 | Ladda upp en bild av detta fornminne      |
| Vallda 34:1                   | Stensättning                |              | Vallda, Halland     |       | 57.449824, 11.976759 | 10151400340001 | Ladda upp en bild av detta fornminne      |
| Vallda 35:1                   | Stensättning                |              | Vallda, Halland     |       | 57.435722, 11.973872 | 10151400350001 | Ladda upp en bild av detta fornminne      |
| Vallda 35:2                   | Stensättning                |              | Vallda, Halland     |       | 57.435861, 11.974106 | 10151400350002 | Ladda upp en bild av detta fornminne      |
| Vallda 36:1                   | Röse                        |              | Vallda, Halland     |       | 57.433543, 11.965060 | 10151400360001 | Ladda upp en bild av detta fornminne      |
| Vallda 37:1                   | Röse                        |              | Vallda, Halland     |       | 57.431960, 11.969860 | 10151400370001 | Ladda upp en bild av detta fornminne      |
| Vallda 38:1                   | Stensättning                |              | Vallda, Halland     |       | 57.483361, 11.989670 | 10151400380001 | Ladda upp en bild av detta fornminne      |
| Slottsberget (Vallda 39:1)    | Fornborg                    |              | Vallda, Halland     |       | 57.437928, 11.939207 | 10151400390001 | Ladda upp en bild av detta fornminne      |
| Vallda 40:1                   | Grav markerad av sten/block |              | Vallda, Halland     |       | 57.432384, 11.937469 | 10151400400001 | Ladda upp en bild av detta fornminne      |
| Vallda 41:1                   | Röse                        |              | Vallda, Halland     |       | 57.435563, 11.945449 | 10151400410001 | Ladda upp en bild av detta fornminne      |
| Vallda 41:2                   | Stensättning                |              | Vallda, Halland     |       | 57.435601, 11.945706 | 10151400410002 | Ladda upp en bild av detta fornminne      |
| Vallda 42:1                   | Grav markerad av sten/block |              | Vallda, Halland     |       | 57.435166, 11.931764 | 10151400420001 | Ladda upp en bild av detta fornminne      |
| Vallda 43:1                   | Stenkrets                   |              | Vallda, Halland     |       | 57.432967, 11.925439 | 10151400430001 | Ladda upp en bild av detta fornminne      |
| Vallda 44:1                   | Stensättning                |              | Vallda, Halland     |       | 57.432158, 11.922113 | 10151400440001 | Ladda upp en bild av detta fornminne      |
| Vallda 45:1                   | Röse                        |              | Vallda, Halland     |       | 57.432040, 11.920518 | 10151400450001 | Ladda upp en bild av detta fornminne      |
| Vallda 46:1                   | Stensättning                |              | Vallda, Halland     |       | 57.432396, 11.929143 | 10151400460001 | Ladda upp en bild av detta fornminne      |
| Vallda 47:1                   | Stensättning                |              | Vallda, Halland     |       | 57.436380, 11.929017 | 10151400470001 | Ladda upp en bild av detta fornminne      |
| Vallda 49:1                   | Röse                        |              | Vallda, Halland     |       | 57.434964, 11.909099 | 10151400490001 | Ladda upp en bild av detta fornminne      |
| Vallda 50:1                   | Röse                        |              | Vallda, Halland     |       | 57.437710, 11.909608 | 10151400500001 | Ladda upp en bild av detta fornminne      |
| Brea röse (Vallda 51:1)       | Röse                        |              | Vallda, Halland     |       | 57.435699, 11.915225 | 10151400510001 | Ladda upp en bild av detta fornminne      |
| Jordbergsröset (Vallda 52:1)  | Stensättning                |              | Vallda, Halland     |       | 57.438742, 11.918197 | 10151400520001 | Ladda upp en bild av detta fornminne      |
| Nr 1: Kilaröset (Vallda 53:1) | Röse                        |              | Vallda, Halland     |       | 57.451522, 11.913092 | 10151400530001 | Ladda upp en bild av detta fornminne      |
| Nr 1: Kilaröset (Vallda 53:2) | Stensättning                |              | Vallda, Halland     |       | 57.451406, 11.913175 | 10151400530002 | Ladda upp en bild av detta fornminne      |
| Nr 1: Kilaröset (Vallda 53:3) | Stensättning                |              | Vallda, Halland     |       | 57.451115, 11.913375 | 10151400530003 | Ladda upp en bild av detta fornminne      |
| Vallda 54:1                   | Röse                        |              | Vallda, Halland     |       | 57.452394, 11.911607 | 10151400540001 | Ladda upp en bild av detta fornminne      |
| Nr 1: Kilaröset (Vallda 55:1) | Röse                        |              | Vallda, Halland     |       | 57.449341, 11.912182 | 10151400550001 | Ladda upp en bild av detta fornminne      |
| Nr 1: Kilaröset (Vallda 55:2) | Röse                        |              | Vallda, Halland     |       | 57.449073, 11.912185 | 10151400550002 | Ladda upp en bild av detta fornminne      |
| Nr 1: Kilaröset (Vallda 55:3) | Röse                        |              | Vallda, Halland     |       | 57.448743, 11.912359 | 10151400550003 | Ladda upp en bild av detta fornminne      |
| Nr 1: Kilaröset (Vallda 55:4) | Stensättning                |              | Vallda, Halland     |       | 57.448333, 11.912521 | 10151400550004 | Ladda upp en bild av detta fornminne      |
| Vallda 56:1                   | Röse                        |              | Vallda, Halland     |       | 57.447146, 11.913638 | 10151400560001 | Ladda upp en bild av detta fornminne      |
| Vallda 56:2                   | Röse                        |              | Vallda, Halland     |       | 57.446796, 11.913884 | 10151400560002 | Ladda upp en bild av detta fornminne      |
| Vallda 57:1                   | Röse                        |              | Vallda, Halland     |       | 57.441117, 11.905845 | 10151400570001 | Ladda upp en bild av detta fornminne      |
| Vallda 58:1                   | Fiskeläge                   |              | Vallda, Halland     |       | 57.441766, 11.906326 | 10151400580001 | Ladda upp en bild av detta fornminne      |
| Vallda 59:1                   | Fiskeläge                   |              | Vallda, Halland     |       | 57.442983, 11.904790 | 10151400590001 | Ladda upp en bild av detta fornminne      |
| Vallda 60:1                   | Fiskeläge                   |              | Vallda, Halland     |       | 57.444719, 11.905100 | 10151400600001 | Ladda upp en bild av detta fornminne      |
| Vallda 61:1                   | Fiskeläge                   |              | Vallda, Halland     |       | 57.443858, 11.904104 | 10151400610001 | Ladda upp en bild av detta fornminne      |
| Vallda 62:1                   | Röse                        |              | Vallda, Halland     |       | 57.461571, 11.918835 | 10151400620001 | Ladda upp en bild av detta fornminne      |
| Vallda 63:1                   | Röse                        |              | Vallda, Halland     |       | 57.463978, 11.915624 | 10151400630001 | Ladda upp en bild av detta fornminne      |
| Vallda 64:1                   | Röse                        |              | Vallda, Halland     |       | 57.463872, 11.913594 | 10151400640001 | Ladda upp en bild av detta fornminne      |
| Rösernas våle (Vallda 65:1)   | Röse                        |              | Vallda, Halland     |       | 57.464703, 11.911662 | 10151400650001 | Ladda upp en bild av detta fornminne      |
| Rösernas våle (Vallda 65:2)   | Stensättning                |              | Vallda, Halland     |       | 57.464873, 11.911640 | 10151400650002 | Ladda upp en bild av detta fornminne      |
| Vallda 66:1                   | Röse                        |              | Vallda, Halland     |       | 57.468239, 11.920443 | 10151400660001 | Ladda upp en bild av detta fornminne      |
| Vallda 67:1                   | Gravfält                    |              | Vallda, Halland     |       | 57.440239, 11.924801 | 10151400670001 | Ladda upp en bild av detta fornminne      |
| Stenbräckeliden (Vallda 68:1) | Gravfält                    |              | Vallda, Halland     |       | 57.441641, 11.926875 | 10151400680001 | Ladda upp en bild av detta fornminne      |
| Vallda 69:1                   | Fiskeläge                   |              | Vallda, Halland     |       | 57.437212, 11.904148 | 10151400690001 | Ladda upp en bild av detta fornminne      |
| Vallda 70:1                   | Stensättning                |              | Vallda, Halland     |       | 57.444834, 11.940968 | 10151400700001 | Ladda upp en bild av detta fornminne      |
| Vallda 70:2                   | Stensättning                |              | Vallda, Halland     |       | 57.444784, 11.941131 | 10151400700002 | Ladda upp en bild av detta fornminne      |
| Vallda 70:3                   | Stensättning                |              | Vallda, Halland     |       | 57.445022, 11.941291 | 10151400700003 | Ladda upp en bild av detta fornminne      |
| Vallda 71:1                   | Röse                        |              | Vallda, Halland     |       | 57.445879, 11.939022 | 10151400710001 | Ladda upp en bild av detta fornminne      |
| Vallda 71:2                   | Stensättning                |              | Vallda, Halland     |       | 57.445750, 11.938982 | 10151400710002 | Ladda upp en bild av detta fornminne      |
| Vallda 72:1                   | Stensättning                |              | Vallda, Halland     |       | 57.448403, 11.936697 | 10151400720001 | Ladda upp en bild av detta fornminne      |
| Vallda 73:1                   | Röse                        |              | Vallda, Halland     |       | 57.449608, 11.937150 | 10151400730001 | Ladda upp en bild av detta fornminne      |
| Vallda 74:1                   | Stensättning                |              | Vallda, Halland     |       | 57.448689, 11.945313 | 10151400740001 | Ladda upp en bild av detta fornminne      |
| Vallda 75:1                   | Grav markerad av sten/block |              | Vallda, Halland     |       | 57.448543, 11.946253 | 10151400750001 | Ladda upp en bild av detta fornminne      |
| Vallda 75:2                   | Grav markerad av sten/block |              | Vallda, Halland     |       | 57.448480, 11.946257 | 10151400750002 | Ladda upp en bild av detta fornminne      |
| Pykstenarna (Vallda 76:1)     | Grav markerad av sten/block |              | Vallda, Halland     |       | 57.447055, 11.948956 | 10151400760001 | Ladda upp en bild av detta fornminne      |
| Pykstenarna (Vallda 76:2)     | Grav markerad av sten/block |              | Vallda, Halland     |       | 57.447041, 11.949078 | 10151400760002 | Ladda upp en bild av detta fornminne      |
| Pykstenarna (Vallda 76:3)     | Grav markerad av sten/block |              | Vallda, Halland     |       | 57.447015, 11.949274 | 10151400760003 | Ladda upp en bild av detta fornminne      |
| Pykstenarna (Vallda 76:4)     | Grav markerad av sten/block |              | Vallda, Halland     |       | 57.446961, 11.949167 | 10151400760004 | Ladda upp en bild av detta fornminne      |
| Vallda 77:1                   | Röse                        |              | Vallda, Halland     |       | 57.444763, 11.950884 | 10151400770001 | Ladda upp en bild av detta fornminne      |
| Vallda 78:1                   | Röse                        |              | Vallda, Halland     |       | 57.451194, 11.966765 | 10151400780001 | Ladda upp en bild av detta fornminne      |
| Vallda 79:1                   | Röse                        |              | Vallda, Halland     |       | 57.450084, 11.966311 | 10151400790001 | Ladda upp en bild av detta fornminne      |
| Vallda 79:2                   | Röse                        |              | Vallda, Halland     |       | 57.450111, 11.965851 | 10151400790002 | Ladda upp en bild av detta fornminne      |
| Vallda 80:1                   | Röse                        |              | Vallda, Halland     |       | 57.450416, 11.968652 | 10151400800001 | Ladda upp en bild av detta fornminne      |
| Vallda 81:1                   | Röse                        |              | Vallda, Halland     |       | 57.456027, 11.969401 | 10151400810001 | Ladda upp en bild av detta fornminne      |
| Vallda 81:2                   | Röse                        |              | Vallda, Halland     |       | 57.456387, 11.969132 | 10151400810002 | Ladda upp en bild av detta fornminne      |
| Vallda 83:1                   | Röse                        |              | Vallda, Halland     |       | 57.458988, 11.968084 | 10151400830001 | Ladda upp en bild av detta fornminne      |
| Vallda 83:2                   | Röse                        |              | Vallda, Halland     |       | 57.458961, 11.968978 | 10151400830002 | Ladda upp en bild av detta fornminne      |
| Vallda 84:1                   | Stenkrets                   |              | Vallda, Halland     |       | 57.453611, 11.952650 | 10151400840001 | Ladda upp en bild av detta fornminne      |
| Vallda 85:1                   | Röse                        |              | Vallda, Halland     |       | 57.473961, 11.950726 | 10151400850001 | Ladda upp en bild av detta fornminne      |
| Vallda 87:1                   | Röse                        |              | Vallda, Halland     |       | 57.484058, 11.912756 | 10151400870001 | Ladda upp en bild av detta fornminne      |
| Vallda 88:1                   | Röse                        |              | Vallda, Halland     |       | 57.484574, 11.911375 | 10151400880001 | Ladda upp en bild av detta fornminne      |
| Vallda 88:2                   | Röse                        |              | Vallda, Halland     |       | 57.484629, 11.910674 | 10151400880002 | Ladda upp en bild av detta fornminne      |
| Sandöknapp (Vallda 89:1)      | Röse                        |              | Vallda, Halland     |       | 57.475989, 11.918924 | 10151400890001 | Ladda upp en till bild av detta fornminne |
| Sandöknapp (Vallda 89:2)      | Stensättning                |              | Vallda, Halland     |       | 57.475810, 11.918440 | 10151400890002 | Ladda upp en bild av detta fornminne      |
| Vallda 90:1                   | Fornborg                    |              | Vallda, Halland     |       | 57.451929, 12.044406 | 10151400900001 | Ladda upp en bild av detta fornminne      |
| Börsås (Vallda 92:1)          | Fornborg                    |              | Vallda, Halland     |       | 57.442938, 12.006392 | 10151400920001 | Ladda upp en bild av detta fornminne      |
| Vallda 93:1                   | Fornborg                    |              | Vallda, Halland     |       | 57.441182, 11.993263 | 10151400930001 | Ladda upp en bild av detta fornminne      |
| Vallda 94:1                   | Röse                        |              | Vallda, Halland     |       | 57.436180, 11.980438 | 10151400940001 | Ladda upp en bild av detta fornminne      |
| Vallda 96:1                   | Stensättning                |              | Vallda, Halland     |       | 57.491414, 11.945576 | 10151400960001 | Ladda upp en bild av detta fornminne      |
| Vallda 98:1                   | Fiskeläge                   |              | Vallda, Halland     |       | 57.492561, 11.927162 | 10151400980001 | Ladda upp en bild av detta fornminne      |
| Vallda 102:1                  | Stensättning                |              | Vallda, Halland     |       | 57.435721, 11.908060 | 10151401020001 | Ladda upp en bild av detta fornminne      |
| Andershög (Vallda 104:1)      | Hög                         |              | Vallda, Halland     |       | 57.484810, 12.008422 | 10151401040001 | Ladda upp en bild av detta fornminne      |
| Vallda 105:1                  | Fiskeläge                   |              | Vallda, Halland     |       | 57.432589, 11.898110 | 10151401050001 | Ladda upp en bild av detta fornminne      |
| Vallda 109:1                  | Stensättning                |              | Vallda, Halland     |       | 57.459820, 12.007808 | 10151401090001 | Ladda upp en bild av detta fornminne      |
| Vallda 110:1                  | Stenkrets                   |              | Vallda, Halland     |       | 57.474973, 12.024490 | 10151401100001 | Ladda upp en bild av detta fornminne      |
| Vallda 111:1                  | Röse                        |              | Vallda, Halland     |       | 57.474555, 12.021189 | 10151401110001 | Ladda upp en bild av detta fornminne      |
| Vallda 113:1                  | Stensättning                |              | Vallda, Halland     |       | 57.478560, 12.017710 | 10151401130001 | Ladda upp en bild av detta fornminne      |
| Vallda 114:1                  | Stensättning                |              | Vallda, Halland     |       | 57.472629, 11.983872 | 10151401140001 | Ladda upp en bild av detta fornminne      |
| Vallda 117:1                  | Hällristning                |              | Vallda, Halland     |       | 57.447885, 11.912908 | 10151401170001 | Ladda upp en bild av detta fornminne      |
| Vallda 128:1                  | Stensättning                |              | Vallda, Halland     |       | 57.474393, 12.002912 | 10151401280001 | Ladda upp en bild av detta fornminne      |
| Vallda 130:1                  | Stensättning                |              | Vallda, Halland     |       | 57.471279, 11.950803 | 10151401300001 | Ladda upp en bild av detta fornminne      |
| Vallda 144:1                  | Stensättning                |              | Vallda, Halland     |       | 57.467733, 12.016214 | 10151401440001 | Ladda upp en bild av detta fornminne      |
| Vallda 145:1                  | Stensättning                |              | Vallda, Halland     |       | 57.467211, 12.015415 | 10151401450001 | Ladda upp en bild av detta fornminne      |
| Vallda 159:1                  | Hög                         |              | Vallda, Halland     |       | 57.451879, 11.994007 | 10151401590001 | Ladda upp en bild av detta fornminne      |
| Vallda 160:1                  | Hög                         |              | Vallda, Halland     |       | 57.452462, 11.993978 | 10151401600001 | Ladda upp en bild av detta fornminne      |
| Vallda 161:1                  | Stensättning                |              | Vallda, Halland     |       | 57.464718, 11.985621 | 10151401610001 | Ladda upp en bild av detta fornminne      |
| Vallda 166:1                  | Stensättning                |              | Vallda, Halland     |       | 57.458796, 12.053756 | 10151401660001 | Ladda upp en bild av detta fornminne      |
| Vallda 175:1                  | Stensättning                |              | Vallda, Halland     |       | 57.447668, 11.919039 | 10151401750001 | Ladda upp en bild av detta fornminne      |
| Vallda 176:1                  | Stensättning                |              | Vallda, Halland     |       | 57.453636, 11.920341 | 10151401760001 | Ladda upp en bild av detta fornminne      |
| Vallda 177:1                  | Stensättning                |              | Vallda, Halland     |       | 57.443025, 11.929368 | 10151401770001 | Ladda upp en bild av detta fornminne      |
| Vallda 178:1                  | Stensättning                |              | Vallda, Halland     |       | 57.442323, 11.928682 | 10151401780001 | Ladda upp en bild av detta fornminne      |
| Vallda 181:1                  | Stensättning                |              | Vallda, Halland     |       | 57.435709, 11.930270 | 10151401810001 | Ladda upp en bild av detta fornminne      |
| Vallda 184:1                  | Röse                        |              | Vallda, Halland     |       | 57.438218, 11.943477 | 10151401840001 | Ladda upp en bild av detta fornminne      |
| Vallda 190:1                  | Stensättning                |              | Vallda, Halland     |       | 57.432110, 11.963341 | 10151401900001 | Ladda upp en bild av detta fornminne      |
| Vallda 194:1                  | Stensättning                |              | Vallda, Halland     |       | 57.441726, 11.987504 | 10151401940001 | Ladda upp en bild av detta fornminne      |
| Danevarden (Vallda 211:1)     | Stensättning                |              | Vallda, Halland     |       | 57.489749, 11.928797 | 10151402110001 | Ladda upp en bild av detta fornminne      |
| Vallda 215:1                  | Stenkrets                   |              | Vallda, Halland     |       | 57.465313, 11.924537 | 10151402150001 | Ladda upp en bild av detta fornminne      |
| Vallda 215:2                  | Grav markerad av sten/block |              | Vallda, Halland     |       | 57.465416, 11.924407 | 10151402150002 | Ladda upp en bild av detta fornminne      |
| Vallda 229:1                  | Röse                        |              | Vallda, Halland     |       | 57.486681, 11.960822 | 10151402290001 | Ladda upp en bild av detta fornminne      |
| Vallda 229:2                  | Stensättning                |              | Vallda, Halland     |       | 57.486662, 11.961028 | 10151402290002 | Ladda upp en bild av detta fornminne      |
| Vallda 232:1                  | Röse                        |              | Vallda, Halland     |       | 57.486624, 11.959930 | 10151402320001 | Ladda upp en bild av detta fornminne      |
| Vallda 240:1                  | Fiskeläge                   |              | Vallda, Halland     |       | 57.471270, 11.910141 | 10151402400001 | Ladda upp en bild av detta fornminne      |
| Vallda 242:1                  | Fiskeläge                   |              | Vallda, Halland     |       | 57.446031, 11.905496 | 10151402420001 | Ladda upp en bild av detta fornminne      |
| Vallda 244:1                  | Fiskeläge                   |              | Vallda, Halland     |       | 57.434826, 11.903882 | 10151402440001 | Ladda upp en bild av detta fornminne      |
| Vallda 311                    | Grav- och boplatsområde     |              | Vallda, Halland     |       | 57.482785, 11.995352 | 12000000014289 | Ladda upp en bild av detta fornminne      |
| Vallda 318                    | Kyrka/kapell                |              | Vallda, Halland     |       | 57.479264, 12.002267 | 12000000021145 | Ladda upp en bild av detta fornminne      |
| Vallda 320                    | Gravfält                    |              | Vallda, Halland     |       | 57.482872, 11.989255 | 12000000050763 | Ladda upp en bild av detta fornminne      |
| Vallda 321                    | Stensättning                |              | Vallda, Halland     |       | 57.483295, 11.989489 | 12000000050765 | Ladda upp en bild av detta fornminne      |
| Vallda 334                    | Gravfält                    |              | Vallda, Halland     |       | 57.485828, 12.046750 | 12000000083001 | Ladda upp en bild av detta fornminne      |
| Tölö 96:1                     | Stensättning                |              | Vallda, Halland     |       | 57.491289, 12.041766 | 10151000960001 | Ladda upp en bild av detta fornminne      |